# Nicolas-François Dupré de Saint-Maur
Pour les articles homonymes, voir Dupré de Saint-Maur.
Ne doit pas être confondu avec Nicolas Dupré de Saint-Maur.
Nicolas-François Dupré de Saint-Maur, né en 1695 à Paris où il est mort le 30 novembre 1774, est un économiste et statisticien français.

## Sa vie et son œuvre
Issu d'une famille briarde de juristes et de financiers, il fit des études très complètes. Il est fils d'un correcteur à la Chambre des comptes et cousin de Jean-Baptiste-Henri de Valincour. Il est maître des comptes le 4 mars 1732. Il devient trésorier de France au Bureau de la généralité de Paris et il est nommé conseiller du roi.[réf. nécessaire]
Il fait imprimer en 1729 une traduction en prose du Paradis perdu et du Paradis reconquis de John Milton, ouvrage souvent réédité dont Collé, Grimm et Suzanne Necker ont attribué la paternité à Chéron de Boismorand, qui ne connaissait pas l'anglais. En réalité, Dupré, encouragé par sa femme, avait appris l'anglais et s'était bientôt trouvé en état de traduire Milton. Boismorand, qui venait souvent chez Dupré, en ayant aperçu, un jour sur le coin d’une cheminée, le manuscrit de cette traduction, assez fidèle mais de piètre qualité. Il en lut quelques pages, et, tout informe qu'était cette copie, elle lui donna la plus grande idée des beautés de l'original, et il conçut sur le champ le projet de la refaire telle qu'elle a été imprimée, en dépit de sa propre ignorance de la langue anglaise. Comme il était depuis longtemps l'ami de la maison, il laissa toute la gloire de son travail à Dupré,[réf. nécessaire] qui en fut récompensé par un fauteuil à l'Académie française en 1733.
Dans son Essai sur les monnaies, il traite de la valeur des monnaies européennes et des relations entre les prix (du blé, du vin, de l'huile, de la viande, du bois, etc.) et les salaires depuis l'année 1002 jusqu'à 1742 ; il tente aussi de démontrer que le prix des denrées alimentaires avait été multiplié par douze depuis de début de l'ère chrétienne. Cet ouvrage est l'un des premiers à introduire en France les idées économiques de John Locke. Adam Smith a fait l'éloge de ses statistiques sur les denrées dans sa Richesse des nations et Buffon a inséré ses statistiques sur la mortalité dans son Histoire naturelle de l'homme.[réf. nécessaire]
Il épousa Marie-Marthe Alléon, (1744-1801) dont il eut un fils, Nicolas Dupré de Saint-Maur (1732-1791), qui fut conseiller au parlement de Paris (1751), maître des requêtes (1755), intendant de Berry à Bourges de 1764 à 1776, intendant de Bordeaux de juin 1776 à 1784, conseiller d'État en 1785.
L'épouse de Dupré de Saint-Maur fut la cause indirecte de l'enfermement de Diderot au château de Vincennes en 1750, car il avait prétendu au sujet d'une expérience scientifique faite par Réaumur « qu'il avait mieux aimé avoir pour témoins deux beaux yeux sans conséquence que des gens dignes de le juger ». Madame Dupré de Saint-Maur, qui avait de grandes prétentions à la science et que M. d'Argenson trouvait aimable et jolie, trouva le propos leste et impertinent, et se plaignit. M. d'Argenson, sans autre forme de procès, envoya Diderot au donjon de Vincennes.[réf. nécessaire]
Il avait un frère, Pierre Dupré de Saint-Maur, né le 6 mars 1697, conseiller au Parlement, commissaire aux requêtes du Palais, mort le 28 janvier 1765, époux de Madelaine Bellanger dont postérité.

## Publications
- Le Paradis perdu de Milton. Poème heroique, traduit de l'anglois, avec les remarques de Mr. Addisson (1729) (3 volumes).
- Essai sur les monnaies, ou réflexions sur le rapport entre l'argent et les denrées (1746). Extraits en ligne : .
- Recherches sur la valeur des monnoies et sur le prix des grains avant et après le concile de Francfort (1762).
- Table de mortalité des paroisses de Paris (d'après Dupré de Saint-Maur).